# Vescomtat de Perellós
El llinatge dels Perellós i, posteriorment, del vescomtat de Perellós, comença amb un Ramon I de Perellós, súbdit del rei de Mallorca al Rosselló. Per una qüestió amb Guillem de Canet, Ramon havia d'ésser exiliat; el rei Sanç I hi posà pau i el recomanà a Jaume II de Catalunya-Aragó per a l'expedició a Sardenya, on serví amb tres cavalls armats (1324). Tingué dos fills: Francesc I i Ramon de Perellós.
El territori originari del vescomtat, a la seva creació, incloïa els territoris de Perellós, Millars, Sant Martí de la Riba, Nefiac, Reglella, Sant Marçal, Montner i Ceret.
Ramon de Perellós fou pare de dues filles: Elionor i Constança de Perellós i de Manresa, per qui la baronia (després vescomtat) de Jóc passà als seus descendents, els Perapertusa. Francesc I de Perellós tingué per muller Caterina, de llinatge desconegut (morta abans del 1353), mare de Francesc de Perellós, que donà origen a la línia valenciana dels Rabassa de Perellós i, versemblantment, també de Ramon II, que heretà els títols paterns. Entre els altres fills d'ella o d'una segona muller no identificada, hi hagué:
- L'arquebisbe Miquel de Perellós.
- Violant de Perellós, dama de la reina Violant de Bar i possiblement la mateixa que fou monja de Valldonzella i abadessa (1419) de Vallbona.
- Ponç de Perellós, que fou pare de Joana i de Ponç de Perellós i Van Steenhoont.

Ramon de Perellós fou un aventurer i viatger eminent i, a més, del cercle proper al comte-rei Joan el Caçador, Joan I. A la seva mort, el de Perellós va escriure el Viatge al Purgatori de Sant Patrici, en part per justificar la salvació de l'ànima del seu rei i amic, qui havia mort sense confessió.
Joana de Perellós fou dama de les reines Violant de Bar i Maria de Luna. Fou la muller (1440) de Lluís II de Châlon, comte de Tonnerre, i tingué un plet amb la muller i la filla del seu germà Ponç sobre la successió d'aquest. La sentència (1432) li fou favorable.
Ponç de Perellós i Van Steenhoont, es casà amb Violant Lluïsa de Mur i tingué una filla, Elfa de Perellós i de Mur (1495), que aportà les baronies de l'Albi i Cervià a la descendència del seu primer marit Hug III de Cardona-Anglesola, baró de Bellpuig.
Ramon II de Perellós fou pare de Ramon, autor de la línia de Sicília, i de Lluís I de Perellós. Lluís tingué per fill Francesc II de Perellós i de Rocabertí (mort el 1466) que, a causa de la mort del seu germà gran en vida paterna, heretà els vescomtats de Rueda i Perellós; fou camarlenc reial i reclamà i obtingué (1456) la baronia de Jóc al·legant la donació feta al seu avi per Elionor de Perellós. S'intitulà també vescomte d'Illa i Canet —que pledejà amb els Pinós— i, per aquesta raó, també es digué Francesc de Fenollet. Vengué la senyoria de Rodés als Andreu. Lluís XI de França li confiscà els béns i, durant la guerra contra Joan II, fou conseller del conestable Pere de Portugal (1466) i lluità en la batalla de Calaf. El succeí la seva filla Francina de Perellós i de Fluvià, dita també Fenollet, que, d'entre els béns paterns, recuperà el castell de Llers, que retenia Felip d'Albert (1383). Transmeté als descendents seus i del segon marit Pere de Torrelles els béns del llinatge i les pretensions del vescomtat d'Illa i Canet.
La línia de Sicília fou iniciada per Ramon de Perellós i seguida pel seu fill —possiblement natural i legitimat— Lluís de Perellós (mort després del 1460), que era a Nàpols el 1444 i probablement hi passà alguns anys, si bé conservà la senyoria d'Eus (Conflent), entre d'altres, i fou obligat a lliurar a Gregori Burgues els dominis que foren de l'àvia d'aquest, Violant de Perellós, i que ell havia ocupat (1457). En canvi, dels seus drets al vescomtat d'Àger obtingué la senyoria de Gagliano (1456). Fou amic del príncep Carles de Viana i pare de Ramon de Perellós, dit també Ramon de Monroy, senyor de Gagliano i baró de la Mota di Sant'Anastasia (1463), el qual fou cridat a defensar la baronia d'Arenós contra Jaume d'Aragó (1476). S'ignora si en deixà descendència.